# Пахіра
Пахіра (Pachira) — рід дерев підродини бомбаксових (Bombacoideae) родини Мальвові (Malvaceae), що виростають у Південній і Центральній Америці, Індії та Африці. Найбільш близькі родичі — баобаб, дуріан.

Раніше рід був віднесений до родини Bombacaceae. До цього рід був знайдений у стеркулієвих (Sterculiaceae, застарілий).
Рід включає більше 45 видів, деякі з яких мають їстівні плоди. Плід — овальна дерев'яніюча ягода, яка розділяється на кілька частин з безліччю насіння.
Насіння використовують для наповнення подушок. Деревина іноді використовується для виготовлення риболовних снастей.
Цвітіння за домашніх умов практично ніколи не настає.